# Marina Tsintikidou
Marina Tsintikidou (griego: Μαρίνα Τσιντικίδου, nacida en 1971) es una modelo y presentadora griega que ha aparecido en las portadas de numerosas revistas de moda griegas tales como MAX. Ganó el título Star Hellas (Σταρ Ελλάς) en 1992. Ella también ostenta el honor de haber sido la tercera griega en ganar el título de Miss Europa (1992). También representó a Grecia en Miss Universo 1992 en Bangkok, Tailandia.
Aparte de una carrera de como modelo, Tsindikidou también probó sus habilidades interpretativas apareciendo en varios programas de televisión y películas así como en la versión griega de la obra teatral «Mira Quién ha Aquí» del escritor británico playwright Ray Cooney. También ha sido una presentadora de televisión y presentadora en numerosos programas en Mega Canal, HORMIGA1 y Macedonia TV.[cita requerida]